# Rumiñahui
Rumiñahui (Quito, 1490 circa – Quito, 25 giugno 1535) è stato un condottiero inca.

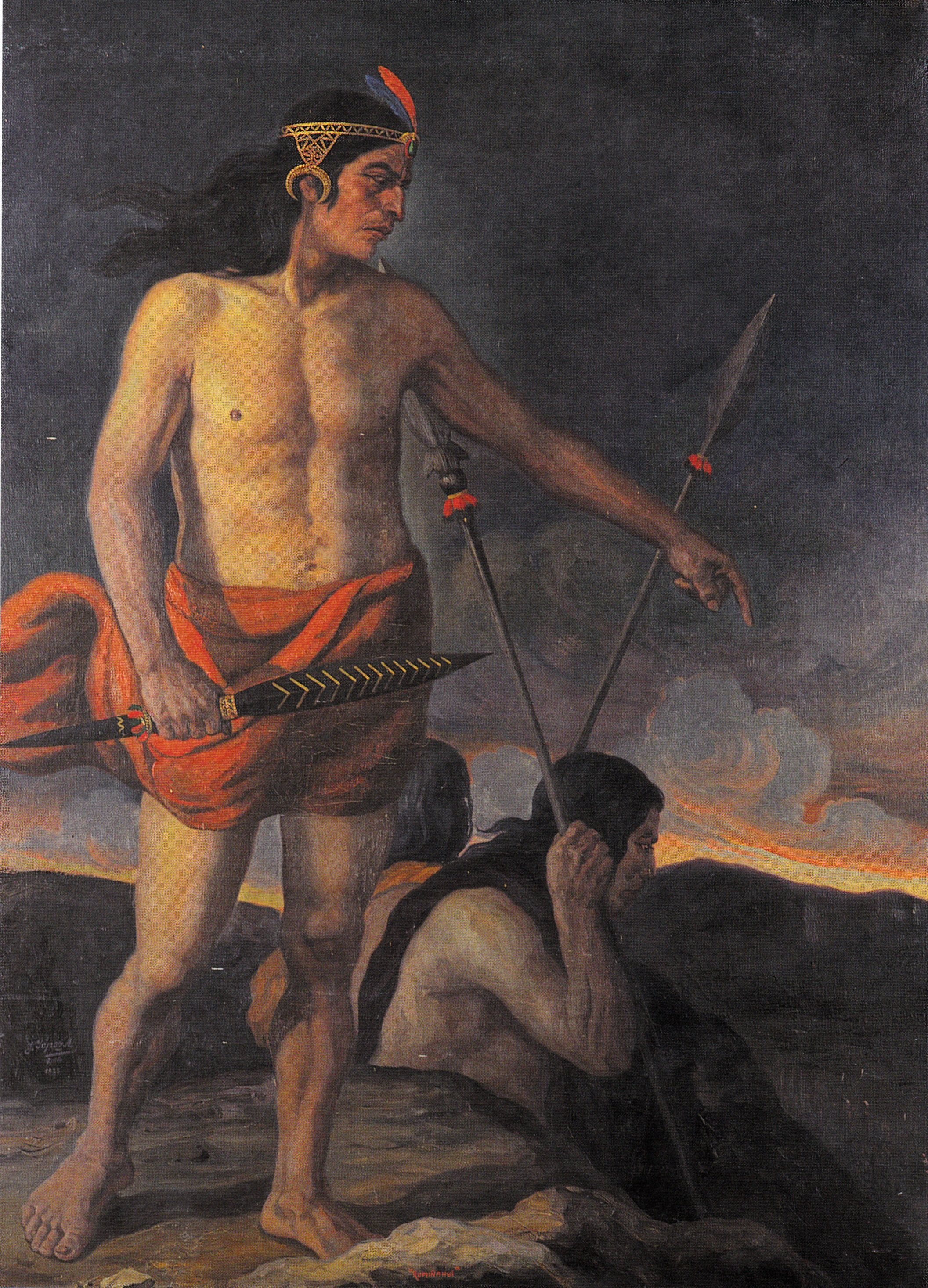
Rumiñahui

Si tratta di uno dei principali generali di Atahuallpa,  all'epoca delle guerre civili combattute da questi contro il fratello Huáscar, Signore del Cuzco.
Il suo nome significa occhio di pietra ed è stato variamente spiegato. Per alcuni era dovuto ad un velo che gli appannava uno degli occhi, risultato di una ferita in battaglia o di una cataratta.
Per altri era, invece, riferito al suo sguardo, duro e implacabile come il suo carattere.

## Nascita
Poco si sa della sua adolescenza e, solo attraverso congetture, alcuni storici moderni dell'Ecuador hanno ricostruito una sua parentela con Atahualpa che, addirittura, sarebbe stato suo fratellastro.
Secondo queste teorie, il sovrano Inca Huayna Cápac avrebbe preso come concubina la madre di Rumiñahui che sarebbe appartenuta ad una nobilissima famiglia del regno di Quito.
A parte queste illazioni, dobbiamo riconoscere che Rumiñahui apparteneva certamente alla nobiltà del suo paese, altrimenti ben difficilmente sarebbe giunto ad occupare le cariche che ricopriva.

## Carriera militare
Come generale delle armate del Cuzco, Rumiñahui viene ricordato per la partecipazione ad alcune campagne in cui ebbe modo di illustrarsi lo stesso Atahuallpa che, costantemente, lo accompagnava.
Alla morte di Huayna Capac fu naturale per il generale quiteño di schierasi nel campo di Atahuallpa, sia per le comuni esperienze vissute sia per l'ostilità che entrambi provavano per le genti del Cuzco.
Rumiñahui partecipò alla guerra civile restando a stretto contatto con il suo signore. All'inizio delle ostilità fu presente negli scontri più importanti accanto a Quizquiz e Chalcochima, ma, quando la zona delle operazioni si spostò verso la capitale Inca, egli venne destinato a salvaguardare le retrovie. Venne così a trovarsi a Cajamarca nel drammatico momento della cattura di Atahuallpa.

## Cajamarca
Pare che egli avesse sostenuto la necessità di affrontare gli Spagnoli già all'atto del loro sbarco, ma il suo avveduto consiglio, da militare consumato, non era stato seguito e l'Inca aveva preferito uniformarsi al parere dei suoi cortigiani. Rumiñahui era così rimasto all'esterno della città con un esercito, in armi, composto da circa 5.000 soldati.
Gli storici si sono spesso chiesti perché questo esercito non sia intervenuto quando fu chiaro che il loro Signore era caduto in un agguato.
Probabilmente due furono i motivi di questa decisione. Anzitutto la ferrea disciplina inca che non permetteva di assumere iniziative personali senza ordini adeguati ed è ovvio che Rumiñahui era stato lasciato fuori città, per precauzione e in attesa di disposizioni. In secondo luogo la rapidità dell'azione e lo sconcerto che ne era derivato, uniti alla preoccupazione di nuocere all'integrità dell'Inca che si trovava nel mezzo della carneficina.
Quando fu chiaro che la giornata era stata fatale alle armate degli Inca, Rumiñahui dette ordine di ripiegare verso Quito e riuscì a porre in salvo le sue truppe senza subire perdita alcuna.

## Presa del potere
Durante la prigionia di Atahuallpa si limitò a sorvegliare la presenza degli Spagnoli senza intervenire e favorì, invece, la raccolta di tesori per il riscatto dell'Inca che era curata personalmente da Quilliscache, Illescas per i cronisti iberici, fratello dello stesso sovrano.
Si rifiutò però di consegnare il tesoro personale di Atahuallpa che non era poi altro che quello del regno di Quito, occultandolo in un luogo segreto.
Alla morte dell'Inca, Rumiñahui comprese che gli Spagnoli sarebbero arrivati anche nei territori posti sotto la sua giurisdizione e si preparò ad agire di conseguenza. Incontrò però l'opposizione di Illescas che, di animo pacifico, voleva piuttosto trattare con gli invasori di cui aveva avuto modo di valutare la forza che riteneva al limite dell'invincibilità.
Per Rumiñahui, questa debolezza del legittimo successore di Atahuallpa fu un incentivo ad agire.
Con la scusa di un banchetto in commemorazione dell'Inca defunto riunì tutti i parenti e i fedeli di Atahuallpa e, nel bel mezzo del festino, li fece tutti arrestare e sopprimere. Prima di autonominarsi Signore di Quito, Rumiñahui fece giustiziare Illescas che riteneva un traditore della terra degli avi. Il corpo dello sventurato principe venne sconsacrato, ossia liberato degli organi interni per costituire, con la pelle, una specie di macabro tamburo.
Questo, almeno, è quello che traspare dalle successive cronache spagnole, ma non dimentichiamo che in tali racconti si assicura anche che, in questa occasione, sarebbero stati uccisi tutti i figli di Atahuallpa, mentre successivamente ne furono trovati in vita ben undici.

## Guerra di Quito
Le forze spagnole a cui Rumiñahui si trovò confrontato erano assai numerose. Inizialmente le truppe iberiche poterono contare solo sulle schiere di Benalcazar che, di sua iniziativa, aveva intrapreso la conquista dei territori del Nord, abbagliato dalla speranza dell'oro che vi si diceva esistere in gran copia. Il luogotenente di Pizarro era stato presto raggiunto da Almagro inviato, con pochi uomini, per richiamarlo all'ordine.
Successivamente questi contingenti furono rafforzati dall'arrivo dell'adelantado Don Pedro de Alvarado, il conquistatore del Messico che, a prezzo di una marcia impressionante, che gli era costata un numero spaventoso di vittime,  aveva raggiunto l'altipiano andino partendo da Puerto Viejo.
Anche Rumiñahui non era solo. Accanto a lui combattevano gli eserciti di Zope-Zopahua e quello di Quizquiz giunto nella regione in provenienza dal Cuzco.
I tre eserciti indigeni operavano, però, separatamente e questo consentì agli Spagnoli di affrontarli ad uno ad uno con evidenti vantaggi strategici.
Il fattore che più influì sull'esito del conflitto fu, però, la presenza dei Cañari, schierati a fianco degli invasori.
Antichi nemici delle popolazioni di Quito, queste tribù credettero di poter approfittare della disavventure dei loro antichi oppressori per riguadagnare la libertà, non sapendo che sarebbero andati incontro ad un giogo ben più pesante.
La loro presenza permise agli Spagnoli di alleviarsi di ogni preoccupazione che non fosse di carattere bellico. I Cañari, infatti, procuravano loro le vettovaglie necessarie e si incaricavano del trasporto dei bagagli, inoltre, all'atto dello scontro, ingaggiavano per primi il combattimento permettendo ai loro padroni di intervenire nel mezzo della mischia per fare la differenza.
Malgrado ciò le prime battaglie furono assai accanite e gli Spagnoli pagarono a caro prezzo la loro avanzata. Teocajas, Ambato, Pancallo e Latacunga furono sedi di feroci battaglie che videro le forze di Quito combattere valorosamente senza perdere terreno.
Quizquiz, in un solo scontro uccise quattordici nemici e costrinse il grosso dell'esercito spagnolo a retrocedere. L'anziano condottiero non poté però proseguire, per molto tempo, nelle sue prodezze perché venne ucciso dai suoi stessi uomini in una accesa disputa, mentre voleva convincerli a passare ad uno stato di guerriglia.
Rumiñahui aveva ideato tattiche originali per fronteggiare i cavalli. Buche nel terreno coperte da frasche dovevano, per esempio,  impedire le cariche dei focosi animali, ma i Cañari andavano in avanscoperta e rendevano inutili queste insidie.
Nonostante la sua tenacia gli Spagnoli entrarono infine a Quito, ma la trovarono incendiata dalle truppe indigene che la avevano appena abbandonata. Inseguiti dalla cavalleria, i guerrieri di Quito seppero destreggiarsi fino a giungere, a notte inoltrata, a contrattaccare decisamente, impegnando una mischia tra le strade stesse della loro capitale in fiamme.
Lo scoramento serpeggiava, però, ormai tra i combattenti indigeni abituati a guerre rapide e alieni dall'impegnarsi in campagne prolungate. Le defezioni crebbero di giorno in giorno e costrinsero Rumiñahui a abbandonare la zona delle operazioni braccato dai suoi nemici. Rimasto con un pugno di uomini, l'indomito condottiero tentò ancora una volta la fuga, ma individuato, venne, infine, fatto prigioniero dopo una acerrima lotta.
Poco dopo la stessa sorte toccava a Zope-Zopahua, parimenti abbandonato dai suoi e costretto alla resa.

## Morte di Rumiñahui
Lo scopo della conquista di Quito era per gli Spagnoli la ricerca dell'oro e in particolare del tesoro di Atahuallpa che si diceva fosse stato sepolto con lui. Di oro non ne era stato trovato che una piccola quantità e del tesoro non vi era neppure l'ombra. Benalcazar e i suoi capitani, convinti dell'esistenza di questa ingente fortuna, setacciarono inutilmente la città distruggendo templi e abitazioni. Infine esasperati per queste ricerche infruttuose si rivolsero ai loro prigionieri per estorcere le informazioni che desideravano. Rumiñahui e gli altri capitani furono sottoposti alla tortura, ma non rivelarono nulla, sia che non avessero effettivamente nulla da confessare sia che fossero così forti d'animo da aver ragione anche dei tormenti del carnefice.
Visti inutili i loro tentativi gli Spagnoli decisero di sbarazzarsi di loro e il 25 giugno del 1535 Rumiñahui, Zope-zopahua, Quingalumba, Razorazo e Sina furono giustiziati, alcuni sul rogo e altri con altrettanto atroci forme di esecuzione.
Nell'Ecuador moderno Rumiñahui, detto il “defensor de Quito” è considerato un eroe nazionale e a lui sono dedicate numerose opere storiche e letterarie.

### Autori dell'epoca
- Gómara (Francisco López de) Historia general de las Indias (1552) In BIBL. AUT. ESP. (tomo LXII, Madrid 1946)
- Herrera y Tordesillas (Antonio de) Historia general... (1601 - 1615) In COL. Classicos Tavera (su CD)
- Oviedo y Valdés (Gonzalo Fernández de) Historia general y natural de las Indias(1535 e Segg.) in BIBL. AUT. ESP. (tomi CXVII-CXVIII-CVIX-CXX-CXXI, Madrid 1992)
- Zárate (Agustín de) Historia del descubrimiento y conquista de la provincia del Peru  (1555) In BIBL. AUT. ESP. (tomo XXVI, Madrid 1947)

### Autori moderni
- Piedad y Alfredo Costales El Reino de Quito - Cayambe 1992
- Reinaldo Miño Rumiñahui defensor de Quito - Quito 1994
- Frank Salomon Los Señores etnicos de Quito Epoca de los Incas - Otavalo 1980